# Cartox
Cartox, parfois aussi désigné Danbo (ダンボー, Danbō) ou Danboard, est une petite figurine en carton au regard ingénu, issue du manga Yotsuba & !.

## Description
Le personnage est réalisé en carton, et ressemble de par sa forme à un robot.
Deux premières caisses de carton en vertical comportent ses jambes, l'une son torse, les pliures du bas lui évoquant les pans d'un t-shirt, deux autres ses bras ; une dernière caisse, cette fois-ci sur le côté horizontal plus large compose sa tête, percée de deux trous circulaires pour les yeux et d'un triangle pour la bouche.
Les caisses peuvent être unies ou porter des logos de réelles caisses en carton de livraisons de produit.
En haut à droite de la caisse formant le tronc, se trouve un bout de métal évoquant la fente à pièces d'un distributeur automatique,.

## Histoire
Les Danbo sont une création de 2007 du mangaka Kiyohiko Azuma pour les besoins d'un épisode, un humain déguisé en robot pour un projet scientifique.
La même année, le fabricant de jouets Kaiyodo commercialise un jouet Danbo. Ils sont conçus par Enoki Tomohide.
Ils sont suivis par Revoltech, qui rajoutera des logos, dont celui d'Amazon,.
En février 2014, une boutique en ligne française consacrée à Cartox ouvre ses portes.

## Utilisation
Au printemps 2009, apparait un mème de photographie des danbos dans des situations originales, parfois humoristiques.